# ジョセフ・モリス
ジョセフ・モリス（Joseph Morris、1849年7月 - 1911年4月）は、明治時代にお雇い外国人として来日したイギリスの電信技師である。

## 経歴・人物
オスマン帝国の首都であったイスタンブールに生まれる。1871年（明治4年）に日本政府の招請により来日し、工部省に雇われた。
大阪から下関間の電信線の架設や東京から豊橋間の電信線及び函館から青森間の海底電信ケーブルの工事に携わり、日本における通信技術の発展に貢献した。この業績により工部省から1876年（明治9年）に電信における監督官長に就任した。1884年（明治17年）に任期満了により帰国し、大阪毎日新聞のロンドン支局に入社し通信部に就任した。